# Kiera Winters
Kiera Winters (Meridian, Idaho; 2 de febrero de 1993) es una actriz pornográfica y modelo erótica estadounidense.

## Biografía
Natural de Meridian, ciudad del condado de Ada, en el estado de Idaho, Winters nació en febrero de 1993. Creciendo en la misma ciudad, en 2012, poco después de cumplir los 19 años, decidió trasladarse a Los Ángeles, donde comenzó su carrera en la industria del entretenimiento para adultos. En septiembre de ese mismo año, poco después de comenzar su carrera como actriz y modelo, fue elegida Hustler Honey por la revista Hustler, apareciendo en el especial de dicho mes.
Tras varias escenas grabadas, en 2013 firmó con la empresa de representación Matrix Models. Como actriz ha trabajado con estudios como Digital Playground, New Sensations, Brazzers, Wicked Pictures, Girlfriends Films, Sweetheart Video, Reality Kings, Lethal Hardcore, Naughty America, Jules Jordan Video, Hustler, Mofos, SexArt, Girlsway, Bangbros o Evil Angel, entre otros.
En 2014 fue nominada en los Premios XBIZ en la categoría de Mejor actriz revelación. Un año más tarde, en 2015, recibiría otra nominación, esta vez en los Premios AVN en la categoría de Mejor escena de sexo lésbico en grupo, junto a Jenna J Ross y Lola Foxx, por Three's a Charm.
Retirada en 2017, apareció como actriz en más de 200 películas y escenas, entre producciones originales y compilaciones.
Alguno trabajos suyos fueron Amateur Introductions 8, Come To My Window, Elle Alexandra Experience, Fantasy Solos 7, Girl Squared, Hot and Mean 13, Kittens and Cougars 7, Massage Creep 11, Pretty Little Teens 2 o Shades Of Pink.

## Premios y nominaciones
| Año  | Ceremonia    | Resultado | Premio                                | Trabajo         |
| ---- | ------------ | --------- | ------------------------------------- | --------------- |
| 2013 | Sex Awards   | Nominada  | Hottest New Girl                      | —               |
| 2014 | Premios XBIZ | Nominada  | Mejor actriz revelación               | —               |
| 2015 | Premios AVN  | Nominada  | Mejor escena de sexo lésbico en grupo | Three's a Charm |